# 神尾楓珠
神尾 楓珠（かみお ふうじゅ、1999年〈平成11年〉1月21日 - ）は、日本の俳優。東京都江戸川区小岩出身。Coccinelle Entertainment所属。

## 略歴
- 高校のサッカー部を退部したことがきっかけとなり、俳優の仕事に興味を持つ。一念発起して伊藤英明が所属していた事務所のオーディションに応募し、合格した[3][4]。
- 2015年8月22日放送の24時間テレビ 愛は地球を救う38 ドラマスペシャル『母さん、俺は大丈夫』（日本テレビ）でテレビドラマ初出演。
- 2017年4月13日から5月11日放送のテレビドラマ版『兄に愛されすぎて困ってます』（日本テレビ）で民放連続ドラマ初出演し[5]、同年6月30日には映画版『兄に愛されすぎて困ってます』で映画初出演。同年10月期火曜ドラマ『監獄のお姫さま』（TBS）で主人公の息子・馬場公太郎役でゴールデンプライム帯連続ドラマ初出演[6]。
- 2018年7月期木ドラ25『恋のツキ』（テレビ東京）で主人公の相手役を務め、注目を集めた。同年テレビドラマ『アンナチュラル』第七話「殺人遊戯」にて横山役として出演。
- 2019年若手有望株の俳優・女優たちが生徒役として集められ、豪華な顔ぶれが話題となった1月期日曜ドラマ『3年A組-今から皆さんは、人質です-』（日本テレビ）に出演[7]。同年9月2日から10月2日までYouTubeにて配信されたドラマ『主人公』で連続ドラマ初主演[8]。同年10月、舞台『里見八犬伝』で舞台初出演。同年10月期ドラマイムズ『左ききのエレン』（MBS・TBS）で地上波連続ドラマ初主演[9]。
- 2021年5月15日公開の映画「10年、渋谷をさ迷って－A de cade of roaming－」で映画初主演[10]。
- 2022年4月2日よりフジテレビ『サスティな!〜こんなとこにもSDGs〜』でバラエティー番組で初めてMCを担当。同年12月6日、舞台劇団☆新感線『薔薇とサムライ2 -海賊女王の帰還-』の最終日を最後にドラマなどの降板や出演辞退があり、無期限休業状態に入った[11]。
- 2023年4月22日放送分のフジテレビ『サスティな!〜こんなとこにもSDGs〜』の収録から復帰した。復帰後が同年7月期月9ドラマ『真夏のシンデレラ』（フジテレビ）に出演し、月9初出演。同年10月期木曜劇場『いちばんすきな花』（フジテレビ）で多部未華子、松下洸平、今田美桜らとクワトロ主演を務め、ゴールデンプライムタイムの連続ドラマ初主演。同年12月20日、JFA 第47回全日本U-12サッカー選手権大会の応援サポーターに就任した[12]。同年12月31日に、A-teamを退社した[13]。
- 2024年7月8日、スタッフが運営するインスタグラムのアカウントにて芸能事務所Coccinelle Entertainment（コクスィネル エンタテインメント）に所属することが発表され、コクスィネルとは、てんとう虫という意味で、世界中で幸運のシンボルと言われており、応援してくださる皆様にラッキーをたくさん運んでいけたら、という思いで名付けられました！」と記した[14]。同年8月22日、「神尾楓珠 OFFICIAL FANCLUB」を開設した[15]。

## 人物
- 趣味はサッカー、カラオケ[1]。好きな食べ物はシュークリーム[3]。嫌いな食べ物は激辛料理[3]。座右の銘は「日々是好日」[3]。
- 子供の頃からずっとサッカー少年で子供の頃の夢はプロのサッカー選手になることだった[16]。サッカーを始めたのは幼稚園の頃で芸能界に入る直前の高校生の頃まで続けていた[17]。また地元のJリーグクラブであるFC東京の大ファンでもある[18][19][20][21]。

## 受賞歴

### 2022年度
- 2022年5月調査『タレントパワーランキング』20代俳優部門 パワースコア急上昇ランキング 第1位[22]
- 日本歯科医師会『ベストスマイル・オブ・ザ・イヤー2022』-今年、最も笑顔が輝いた著名人-[23]

## 出演
主演のものは役名を太字で表示。

### テレビドラマ
- 24時間テレビ ドラマスペシャル「母さん、俺は大丈夫」（2015年8月22日、日本テレビ） - サッカー部員 役
- よろず屋ジョニー 第4話（2015年12月11日、フジテレビTWO）
- 運命に、似た恋（2016年9月23日 - 11月11日、NHK総合） - 小沢勇凛（少年時代）役
- 兄に愛されすぎて困ってます（2017年4月13日 - 5月11日、日本テレビ） - 剣道部の鈴木くん 役[5]
- アキラとあきら（2017年7月9日 - 9月3日、WOWOW） - 山崎瑛（中高生時代）役
- 監獄のお姫さま（2017年10月17日 - 12月19日、TBS） - 馬場公太郎 役[6]
- アンナチュラル 第7話（2018年2月23日、TBS） - 横山伸也 役[24]
- シグナル 長期未解決事件捜査班（2018年4月10日 - 6月12日、関西テレビ・フジテレビ） - 加藤亮太 役[25]
- 恋のツキ（2018年7月27日 - 10月12日、テレビ東京） - 伊古ユメアキ 役[26]
- キミの墓石を建てに行こう。（2018年10月28日、フジテレビTWO） - 石川奈々の弟 役
- 3年A組-今から皆さんは、人質です-（2019年1月6日 - 3月10日、日本テレビ） - 真壁翔 役[7][27]
- 都立水商!〜令和〜（2019年5月5日 - 6月23日、 毎日放送 / 5月7日 - 6月25日、TBS） - 今井周 役[28]
- HiGH&LOW THE WORST EPISODE.0（2019年7月17日 - 9月4日、日本テレビ） - 中越 役
- 左ききのエレン（2019年10月20日 - 12月23日、毎日放送 / 10月22日 - 12月25日、TBS） - 朝倉光一 役[注 1][9]
- ニッポンノワール-刑事Yの反乱- 第7話（2019年11月24日、日本テレビ） - 真壁翔 役[注 2][29]
- 鈍色の箱の中で（2020年2月9日 - 3月15日、テレビ朝日） - 真田利津 役[30]
- ギルティ〜この恋は罪ですか?〜（2020年4月2日 - 8月6日、読売テレビ・日本テレビ） - 寺嶋睦月 役[31]
- いいね!光源氏くん（2020年4月4日 - 5月23日、NHK総合） - カイン 役[32]
  - いいね!光源氏くん し〜ずん2（2021年6月7日 - 28日、NHK総合） - カイン 役[33]
- 日曜THEリアル！『実録スクープ！その時、裁判官は言った』第2弾（2020年9月6日、フジテレビ） - 少年 役[34]
- THE MUSIC DAY 特別企画『矢沢永吉 特別ドラマ』（2020年9月12日、日本テレビ） - 矢沢永吉 役[35]
- キワドい2人-K2-池袋署刑事課 神崎・黒木 第2話（2020年9月18日、TBS） - 芳村敏生 役[36]
- 大豆田とわ子と三人の元夫 第3話（2021年4月27日、関西テレビ・フジテレビ） - 仲島登火 役[37]
- 嘘から始まる恋（2021年6月27日、日本テレビ） - 泉晴彦 役[38][39]
- 緊急取調室 第4シリーズ 第3話（2021年7月22日、テレビ朝日） - 加賀見光一郎 役[40][41]
- グラップラー刃牙はBLではないかと考え続けた乙女の記録ッッ（2021年8月20日 - 10月1日、WOWOW） - 柴本大寿 役[42]
- 顔だけ先生（2021年10月9日 - 12月18日、東海テレビ） - 遠藤一誠 役[43]
- 青野くんに触りたいから死にたい（2022年3月18日 - 5月20日、WOWOW） - 藤本雅芳 役[44]
- 先生のおとりよせ（2022年4月8日 - 6月25日、テレビ東京） - 配達業者の鬼女島君 役[45]
- ナンバMG5（2022年4月13日 - 6月22日、フジテレビ） - 伍代直樹 役[46][47]
  - ナンバMG5 特別編「全開バリバリでアリガト」編（2022年6月29日、フジテレビ） - 伍代直樹 役[48]
- 17才の帝国（2022年5月7日 - 6月4日、NHK総合） - 真木亜蘭 役[49]
- オールドルーキー 第4話 - 最終話（2022年7月24日 - 9月4日、TBS） - 伊垣尚人 役[50]
- ほんとにあった怖い話 夏の特別編2022「非常通報」（2022年8月20日、フジテレビ） - 高橋亮太 役[51]
- 階段下のゴッホ（2022年9月21日 - 11月9日、TBS） - 平真太郎 役[52]
- 真夏のシンデレラ（2023年7月10日 - 9月18日、フジテレビ） - 牧野匠 役[53]
- いちばんすきな花（2023年10月12日 - 12月21日、フジテレビ） - 佐藤紅葉 役（多部未華子、松下洸平、今田美桜とクワトロ主演）[54]
- くるり〜誰が私と恋をした?〜（2024年4月9日 - 6月18日、TBS） - 朝日結生 役[55][56]
- 最寄りのユートピア（2024年9月25日、フジテレビ） - 工藤隆司 役[57]
- PJ 〜航空救難団〜（2025年4月24日 - 6月19日、テレビ朝日） - 沢井仁 役[58]
- はぐれ鴉（2025年7月22日、テレビ大分） - 山川才次郎 役[59][60][61]
- すべての恋が終わるとしても（2025年10月〈予定〉 - 、朝日放送テレビ・テレビ朝日） - 大崎真央 役（葵わかなとダブル主演）[62]

### 映画
- 兄に愛されすぎて困ってます（2017年6月30日公開、松竹） - 剣道部の鈴木くん 役
- うちの執事が言うことには（2019年5月17日公開、東映） - 雪倉峻 役[63]
- HiGH&LOW THE WORST（2019年10月4日公開、松竹） - 中越 役[64]
  - HiGH&LOW THE WORST X（2022年9月9日公開）[65]
- 転がるビー玉（2020年1月31日 ホワイトシネクイントにて先行公開 / 2月7日 全国公開、パルコ） - 祐也 役[66]
- 私がモテてどうすんだ（2020年7月10日公開、松竹） - 五十嵐祐輔 役[67]
- ビューティフルドリーマー（2020年11月6日公開、エイベックス・ピクチャーズ） - カミオ 役[68]
- 樹海村（2021年2月5日公開、東映） - 阿久津輝 役[69]
- 裏アカ（2021年4月2日公開、アークエンタテインメント） - 原島努 役[70]
- 10年、渋谷をさ迷って－A de cade of roaming－（2021年5月15日公開、ユーロスペース） - 青年A 役[10]
- 彼女が好きなものは（2021年12月3日公開、バンダイナムコアーツ / アニモプロデュース） - 安藤純 役[71]
- 親密な他人（2022年3月5日公開、シグロ） - 井上雄二 役[72]
- 20歳のソウル（2022年5月27日公開、日活） - 浅野大義 役[73][74]
- 恋は光（2022年6月17日公開、ハピネットファントム・スタジオ / KADOKAWA） -  西条 役[75][76]
- カラダ探し（2022年10月14日公開、ワーナー・ブラザース映画） - 清宮篤史 役[77]
- 大きな玉ねぎの下で（2025年2月7日公開、東映） - 堤丈流 役（桜田ひよりとダブル主演）[78]
- パリピ孔明 THE MOVIE（2025年4月25日公開、松竹） - 司馬潤 役[79]
- かくかくしかじか（2025年5月16日公開、ワーナー・ブラザース映画） - 西村くん 役[80]
- ベートーヴェン捏造（2025年9月12日公開予定、松竹） - カール・ホルツ 役[81]

### 舞台
- 里見八犬伝（2019年10月14日 - 12月8日、館山・千葉県南総文化ホール 大ホール / 東京・なかのZERO 大ホール / 大阪・梅田芸術劇場メインホール / 福岡・福岡サンパレス / 愛知・名古屋文理大学文化フォーラム / 東京凱旋・明治座） - 犬江 親兵衛 仁 役[82]
- 劇団☆新感線 薔薇とサムライ2 -海賊女王の帰還-（2022年9月9日 - 12月6日、富山・オーバード・ホール / 新潟・新潟県民会館 大ホール / 大阪・フェスティバルホール / 東京・新橋演舞場） - ラウル・ド・ボスコーニュ 役[83]

### テレビ番組
- サスティな!〜こんなとこにもSDGs〜（2022年4月2日 - 2025年3月29日、フジテレビ） - MC[84]

### 情報番組
- ZIP!（2020年12月4日 - 25日、日本テレビ） - 2020年12月度月替わり金曜パーソナリティー[85]
- めざましテレビ（2021年11月2日 - 23日、フジテレビ） - 2021年11月度マンスリーエンタメプレゼンター[86]

### ミュージック・ビデオ
- 井上苑子「君との距離」（2016年6月29日）
- RADWIMPS「そっけない」（2018年11月13日）[87]
- 乃木坂46「Sing Out!」TypeA 収録特典映像 遠藤さくら『わたしには、なにもない』（2019年5月29日）[88]
- 徳永ゆうき「車輪の夢」（2020年7月8日）[89]
- Novelbright「Sunny drop」（2020年8月17日）[90]
- 大原櫻子「STARTLINE」（2021年2月10日）[91]
- ASIAN KUNG-FU GENERATION「エンパシー」（2021年8月4日）

### WEBドラマ
- サクラ咲く（2016年3月6日 - 全4話、NOTTV） - 奏人 役[92]
- こんな未来は聞いてない!!（2018年9月29日 - 、フジテレビオンデマンド）[注 3][93]
- MAGI 天正遣欧少年使節団（2019年、Amazon Prime Video） - 森蘭丸 役
- 3年A組-今から皆さんだけの、卒業式です-（2019年3月10日・17日、Hulu） - 真壁翔 役[94]
- アスタリスクの花（2019年7月31日 - 8月30日） - 遠山大翔 役[95]
- 主人公（2019年9月2日 - 10月7日、YouTube） - 原純太 役[8]
- マイルノビッチ（2021年2月12日 - 4月2日、Hulu） - 熊田天佑 役[注 4][96]
- ブラックシンデレラ（2021年4月22日 - 6月10日、ABEMA）- 橘圭吾役[97][98]
  - ブラックシンデレラ -卒業編-（前編：2021年6月10日・後編：6月17日、ABEMA）[99]
- 嘘から始まる恋 嘘つき達のホンネ編（2021年6月27日配信、Hulu） - 泉晴彦 役[100]
- 先生のおとりよせ 〜配達員・鬼女島君のおいしい日常〜（2022年3月27日 - 31日〈全5話〉、YouTube） - 鬼女島君 役[101]
- 離婚しようよ（2023年6月22日、Netflix） - 堀米削也 役[102]

### WEBバラエティー
- 月とオオカミちゃんには騙されない（2020年1月5日 - 3月29日、AbemaTV） - スタジオゲスト[103]
- オオカミくんには騙されない（2020年8月16日 - 11月1日、AbemaTV） - MC[104]
- 恋とオオカミには騙されない（2021年2月14日 - 5月2日、AbemaTV） - MC

### CM
- Indeed「BAR」篇（2019年9月17日 - ） - 二階堂ふみの弟・ふうじゅ 役[105]
- BOAT RACE振興会
  - 「Splash ボートレーサーになりたい!」（2021年1月7日 - ） - カミオ役（芋生悠・飯尾和樹・MEGUMIと共演）[106]
  - 「アイ アム ア ボートレーサー」（2022年1月8日 - ） - カミオ役（芋生悠・中村獅童・土屋アンナ・ゆりやんレトリィバァと共演）[107]
  - 「アイ アム ア ボートレーサー」2023年版（2023年1月1日 - ）カミオ役（長谷川京子・中村獅童・藤森慎吾・王林・山之内すずと共演）[108]
  - 「ボートレース だれもが躍動するスポーツ」（2024年1月1日 - ）カミオ役（江口のりこ・中村獅童・藤森慎吾・山之内すず・矢吹奈子と共演）[109]
  - 「ボートレース だれもが躍動するスポーツ」（2025年1月1日 - ）カミオ役（江口のりこ・中村獅童・笹野高史・前田旺志郎・矢吹奈子と共演）[110]
- NTTドコモ「ahamo」
  - 「ahamo はじまるよ」篇（2021年2月24日 - ） - 森七菜と共演[111]
  - 「ahamo シンプルプラン」篇、「ahamo つながる」篇（2021年3月22日 - ） - 森七菜と共演[112]
  - 「ahamo 七変化」篇（2021年7月7日 ） - 森七菜と共演[113]
- はるやま商事 2022年 フレッシャーズ&就活フェア「大丈夫。いい春になる。 メンズ編」（2022年1月14日 - ）[114]
- 損害保険ジャパン「かけがえのない人生に、たしかな安心を。」篇（2022年10月20日 - ） - とにかく明るい安村と共演[115]
- スズキ「ソリオ/ソリオ バンディット」（2022年12月15日 - ） - 橋本環奈、パパイヤ鈴木と共演
- 江崎グリコ「がんばりドキにアーモンドエール」（2024年1月23日 - ）[116]

### WEB CM
- カネボウ化粧品「コフレドール Twinkle Night Collection」（2019年8月13日 - ）[117]
- ホットペッパービューティー「夏、脱、いつものワタシ」（2019年7月29日 - ）[118]
- ユニバーサル・スタジオ・ジャパン「青春は一瞬で、無限大だ。 2019年秋」（2019年9月27日 - ）[119]
- フィッツコーポレーション　ライジングウェーブ 「どこまでも、爽やか」（2021年6月 - ）[120]
- NTTドコモ「ahamo」「ahamoの扉」篇（2022年1月20日） - 森七菜と共演[121]

### 広告
- フィッツコーポレーション「ライジングウェーブ」（2021年6月3日 - ） - イメージモデル[122]
- はるやま商事「2022年 フレッシャーズ&就活フェア」（2021年12月5日 - ） - イメージキャラクター[123]
- 千葉県警察「闇バイト防止 啓発動画」（2024年12月5日 - ）[124]

### 音声ガイド
降板
- レオポルド美術館 エゴン・シーレ展 ウィーンが生んだ若き天才（2023年1月26日 - 4月9日、東京都美術館） - オフィシャルナビゲーターとして予定されていたが[125]、1月7日に降板が発表された[126][127]。

### イベント
- SAPPORO COLLECTION 2019（2019年4月27日、北海きたえーる） - ゲスト出演
- コフレドール 神尾楓珠「Twinkle Night Collection」PR担当就任発表会（2019年8月13日、表参道ヒルズ）[128]
- Seventeen 夏の学園祭 2019（2019年8月22日、パシフィコ横浜） - ゲスト出演
- HiM Films 2019年 写真展（2019年8月30日 - 9月1日、BA-TSU ART GALLERY）
- TOKYO GIRLS COLLECTION 2019 AUTUMN / WINTER（2019年9月7日、さいたまスーパーアリーナ） - ゲスト出演
- SDGs推進 TGC しずおか 2020 by TOKYO GIRLS COLLECTION（2020年1月11日、ツインメッセ静岡） - ゲスト[129]

### 新聞
- 学生新聞[130]

### その他
- 土曜はナニする!?内コーナー「イケメシ」（2020年4月4日）
- HiM Films（2020年4月1日 - 4月15日、Instagram）[131]
- JFA 第47回全日本U-12サッカー選手権大会 応援サポーター（2023年12月20日 - ）[12]

## 書籍

### 写真集
- Continue（2020年1月21日、ワニブックス）ISBN 978-4-8470-8253-5[132]

### パーソナルブック
- 神尾WHO’S?（2021年8月17日、ワン・パブリッシング）ISBN 978-4-651-20098-9[133]

### カレンダー
- 神尾楓珠カレンダー2021（2020年12月17日、ワニブックス）[134]
- 神尾楓珠2022カレンダー（2021年10月22日、東京ニュース通信社）[135]

### 雑誌連載
- Audition blue（2019年5月1日 - 2020年5月、白夜書房） - 楓とロック
- TV LIFE 9号（2020年4月8日 - 、学研プラス） - 神尾WHO'S?
- NET ViVi（2019年3月22日、講談社） - もしもふうじゅ[136]